# NGC 7441
NGC 7441 (również IC 1458 lub PGC 70080) – galaktyka spiralna (Sc), znajdująca się w gwiazdozbiorze Wodnika.
Odkrył ją w 1886 roku Ormond Stone. Pozycja podana przez niego była jednak niedokładna, stąd w niektórych katalogach i bazach obiektów astronomicznych (np. w bazie SIMBAD) jako NGC 7441 skatalogowano galaktykę PGC 70186. Nie pasuje ona jednak do opisu Stone’a, który wspomina o gwieździe o jasności 10m widocznej w pobliżu obserwowanego przez niego obiektu.